# Juan Abreu
Juan Abreu (L'Avana, 1952) è uno scrittore e pittore cubano.

## Biografia
Juan Abreu nasce a L'Avana nel 1952, e lascia Cuba nel corso dell'esodo di Mariel (1980). Abreu si trasferisce a Miami, New York, San Francisco, ed infine a Barcellona.
Nel 1985 esordisce con il romanzo El libro de las exhortaciones, e nel 1998 scrive con i due fratelli Habanera fue, dedicato ai ricordi della vita a Cuba.
È noto per aver scritto Garbageland (2001) ed il seguito Orlàn Veinticinco (2003), ambientati in un futuro distopico. Ha inoltre pubblicato il libro per ragazzi El gigante Tragaceibas y El niño que quiso ser excremento (2008).
Abreu è anche un apprezzato pittore, con mostre organizzate in varie parti del mondo.

## Opere
- El libro de las exhortaciones (Playor, 1985)
- A la sombra del mar (Casiopea, 1998)
- Habanera fue (Muchnik Editores, 1998)
- Garbageland (Mondadori, 2001)
- Gimnasio, Emanaciones de una rutina (2002)
- Orlàn Veinticinco (2003)
- Accidente (2004)
- Cinco Cervezas (2005)
- Diosa (2006)
- El gigante Tragaceibas y El niño que quiso ser excremento (2008).

## Fonti
- (ES)  Daniel Attala, «Entrevista con Juan Abreu». BarcellonaReview.com, 2001